# 羅澄
羅澄（1409年—？），字景深，浙江紹興府上虞縣人，民籍。明朝政治人物。同進士出身。

## 生平
正統六年（1441年）舉辛酉科浙江鄉試第六十名，正統七年（1442年）聯捷壬戌科會試第十七名，殿試登進士第三甲第八名。授云南按察司佥事。
曾祖父羅性中。祖父羅文仲。父亲羅瑾，曾任祁門縣學訓導。